# Tongamya stuckenbergi
Tongamya stuckenbergi är en tvåvingeart som beskrevs av Irwin och Wiegmann 2001. Tongamya stuckenbergi ingår i släktet Tongamya och familjen Mydidae. Inga underarter finns listade i Catalogue of Life.